# Cheracebus
Cheracebus (лат.) — род обезьян семейства саковых (Pitheciidae), один из трёх современных родов подсемейства Callicebinae.

## Описание
Представители рода в общем крупнее других представителей подсемейства Callicebinae (за исключением Callicebus personatus). Конечности очень длинные: длина передних конечностей составляет от 67 до 73 % от длины туловища; длина задних конечностей составляет около 90 % от длины туловища. «Борода» слабо развита. Окрас шерсти преимущественно чёрный или красновато-коричневый, макушка чёрная, красноватая или красно-коричневая. Горло белое или желтоватое, кисти и ступни белые, чёрные, жёлтые или оранжевые. Брюхо может быть такого же цвета, как спина или чёрным. Число хромосом — 20.

## Распространение
Встречаются в северо-западной части бассейна Амазонки и в южном течении Ориноко. Ареал включает северо-запад Бразилии, юго-восток Колумбии, юг Венесуэлы и самый север Перу. На востоке ареал достигает рек Риу-Бранку и Риу-Негру, на западе — колумбийских Анд, на севере — реки Ориноко. Южная граница ареала ограничена реками Журуа, Мадейра, Пурус и Жавари. В южной части ареала часто встречается симпатрия с видами из рода Plecturocebus.

## Классификация
Род был образован после разделения обширного рода Callicebus в 2016 году по результатам молекулярных исследований. Включает следующие современные виды:
- Cheracebus lucifer (Thomas, 1914)
- Cheracebus lugens (Humboldt, 1811) typus
- Cheracebus medemi (Hershkovitz, 1963) — Колумбийский прыгун
- Cheracebus purinus (Thomas, 1927)
- Cheracebus regulus (Thomas, 1927)
- Cheracebus torquatus (Hoffmannsegg, 1807) — Ошейниковый прыгун, или воротничковый прыгун